# العلاقات الماليزية المدغشقرية
العلاقات الماليزية المدغشقرية هي العلاقات الثنائية التي تجمع بين ماليزيا ومدغشقر.

## مقارنة بين البلدين
هذه مقارنة عامة ومرجعية للدولتين:
| وجه المقارنة                                              | ماليزيا       | مدغشقر                      |
| --------------------------------------------------------- | ------------- | --------------------------- |
| المساحة (كم2)                                             | 330.29 ألف    | 587.04 ألف                  |
| عدد السكان (نسمة)                                         | 31.62 مليون   | 25.57 مليون                 |
| الكثافة السكانية (ن./كم²)                                 | 95.73         | 43.56                       |
| العاصمة                                                   | كوالالمبور    | أنتاناناريفو                |
| اللغة الرسمية                                             | لغة ماليزية   | اللغة الملغاشية، لغة فرنسية |
| العملة                                                    | رينغيت ماليزي | أرياري مدغشقري              |
| الناتج المحلي الإجمالي (بليون دولار)                      | 314.50 مليار  | 11.50 مليار                 |
| الناتج المحلي الإجمالي (تعادل القوة الشرائية) بليون دولار | 817.43 مليار  | 35.51 مليار                 |
| الناتج المحلي الإجمالي الاسمي للفرد دولار أمريكي          | 9.77 ألف      | 401                         |
| الناتج المحلي الإجمالي للفرد دولار أمريكي                 | 25.64 ألف     | 1.44 ألف                    |
| مؤشر التنمية البشرية                                      | 0.779         | 0.510                       |
| رمز المكالمات الدولي                                      | +60           | +261                        |
| رمز الإنترنت                                              | .my           | .mg                         |
| المنطقة الزمنية                                           | ت ع م+08:00   | ت ع م+03:00                 |

## منظمات دولية مشتركة
يشترك البلدان في عضوية مجموعة من المنظمات الدولية، منها:
| علم المنظمة | اسم المنظمة                               | تاريخ انضمام ماليزيا | تاريخ انضمام مدغشقر |
| ----------- | ----------------------------------------- | -------------------- | ------------------- |
|             | البنك الدولي للإنشاء والتعمير             | 7 مارس 1958          | 25 سبتمبر 1963      |
|             | منظمة التجارة العالمية                    | ?                    | ?                   |
|             | المركز الدولي لتسوية المنازعات الاستشارية | 14 أكتوبر 1966       | 14 أكتوبر 1966      |
|             | منظمة حظر الأسلحة الكيميائية              | ?                    | ?                   |
|             | الفريق المعني برصد الأرض                  | ?                    | ?                   |
|             | الأمم المتحدة                             | 17 سبتمبر 1957       | 20 سبتمبر 1960      |
|             | منظمة الشرطة الجنائية الدولية             | ?                    | ?                   |
|             | وكالة ضمان الاستثمار متعدد الأطراف        | 6 ديسمبر 1991        | 8 يونيو 1988        |
|             | يونسكو                                    | 16 يونيو 1958        | 10 نوفمبر 1960      |
|             | مؤسسة التنمية الدولية                     | 24 سبتمبر 1960       | 25 سبتمبر 1963      |
|             | مؤسسة التمويل الدولية                     | 20 مارس 1958         | 27 سبتمبر 1963      |
|             | الاتحاد البريدي العالمي                   | ?                    | ?                   |
|             | الاتحاد الدولي للاتصالات                  | 3 فبراير 1958        | 11 مايو 1961        |

## وصلات خارجية
- موقع وزارة الخارجية الماليزية